# Мараморочка (Псковська область)
Мараморочка (рос. Мараморочка) — присілок в Струго-Красненському районі Псковської області Російської Федерації.
Населення становить 24 особи. Входить до складу муніципального утворення Новосельська волость.

## Історія
Від 2015 року входить до складу муніципального утворення Новосельська волость.

## Населення
| 2001 | 2002 | 2010 | 2011 |
| ---- | ---- | ---- | ---- |
| 21   | ↗22  | ↘15  | ↗24  |